# Internationella funktionshinderdagen
Internationella funktionshinderdagen, även kallad internationella funktionsrättsdagen, är en av FN:s internationella dagar och högtidlighålls den 3 december varje år. Dagen instiftades 1992 som ett resultat av att FN:s decennium för personer med funktionsnedsättning 1983-1992 synliggjort ett fortsatt behov av att uppmärksamma rättigheter för personer med funktionsnedsättning.
Den svenska funktionsrättsrörelsen, genom bland annat paraplyorganisationen Funktionsrätt Sverige, har övergått till att benämna dagen som Internationella funktionsrättsdagen.